# Panellus luteolus
Panellus luteolus är en svampart som först beskrevs av Speg., och fick sitt nu gällande namn av Rolf Singer 1973. Panellus luteolus ingår i släktet Panellus och familjen Mycenaceae.   Inga underarter finns listade i Catalogue of Life.